# Tierrechte
Tierrechte sind subjektive Rechte von Tieren. Die Tierethik untersucht, inwiefern Tiere, ggf. einschließlich des Menschen, aus moralischer Sicht über solche Rechte verfügen. Darüber hinaus werden Tierrechte als Teile einer staatlichen Rechtsordnung diskutiert. Die Art der vorgeschlagenen Rechte und die davon betroffenen Tiere variieren zwischen verschiedenen Positionen.
Vertreter von unveräußerlichen und vergleichsweise weitgehenden Rechten von Tieren werden als Tierrechtler bezeichnet. Diese leiten aus Tierrechten weitreichende Forderungen an eine Gesellschaft bezüglich des Umgangs mit Tieren ab. Die Tierrechtsbewegung ist eine soziale Bewegung, die Tierrechte einfordert und durch den philosophischen Diskurs maßgeblich beeinflusst ist.

## Geschichte

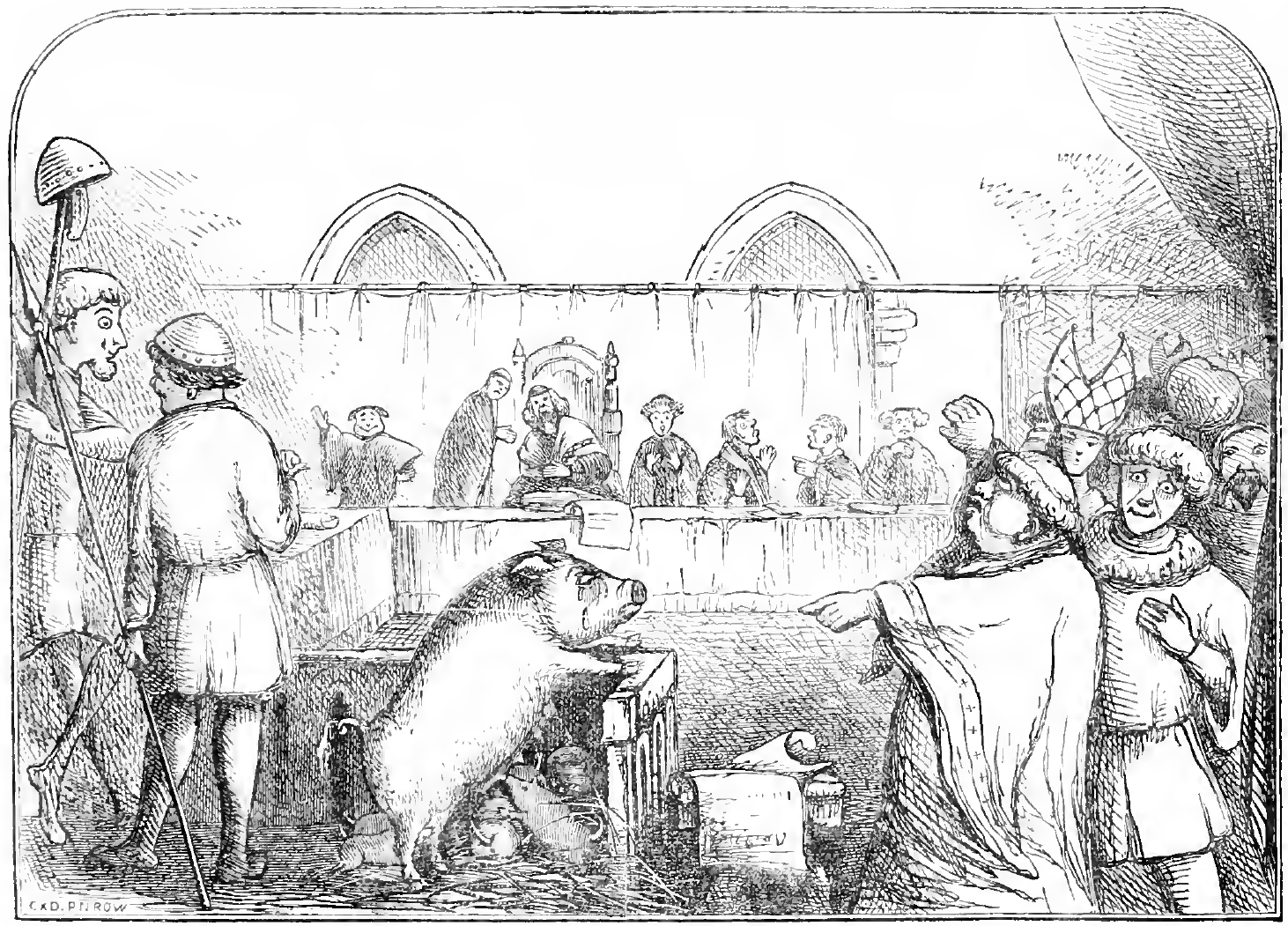
Gerichtsverfahren gegen ein Schwein, 1457

Tiere wurden lange Zeit rechtlich wie Menschen behandelt. 1386 verurteilte ein Gericht in der Normandie ein Schwein zum Tod durch Erhängen. Das Tier wurde für die Hinrichtung mit einem Damenschlüpfer, einer Weste und Handschuhen eingekleidet, sein Kopf mit einer menschlichen Maske überzogen. Sein Delikt war, ein Kind umgebracht zu haben. Tiere, die Menschen getötet hatten, wurden gerichtlich nach dem Tathergang befragt. Dazu sperrte man sie zum Beispiel in enge Käfige ein und leitete aus dem Verhalten Aussagen ab. 1457 kam ein Schwein vor Gericht, das ein Kind getötet hatte, um seine Ferkel zu füttern. Die Sau wurde zum Tode verurteilt, die Ferkel jedoch freigesprochen: Sie hätten in der Mutter ein schlechtes Vorbild gehabt. Noch 2012 argumentierte eine Kanadierin, der „IKEA-Affe“ Darwin sei ihr Sohn; man könne sie also wegen verwandtschaftlicher Verhältnisse nicht in den Zeugenstand nehmen.
1822 wurde in England das erste Tierschutzgesetz verabschiedet, vor allem zum Schutz von Pferden. In Deutschland verfügte das Reichsstrafgesetzbuch in § 360 erst rund 50 Jahre später, ab 1871, dass jemand bestraft werden kann, der „öffentlich oder in Aergerniß erregender Weise Thiere boshaft quält oder roh mißhandelt“. Der Stuttgarter Pfarrer Albert Knapp gründete 1837 den ersten deutschen Tierschutzverein; 1881 entstand dann der Deutsche Tierschutzbund. Beide Vereinigungen setzten sich seit ihrer Gründung für Tierrechte ein.
Nach Ansicht des Deutschen Tierschutzbundes sind bis heute viele Rechte von Tieren nur ansatzweise, wenn überhaupt formalisiert. So wurde bereits 2013 beschlossen, dass Bauern ihre Ferkel nur bis 2019 ohne Betäubung kastrieren durften; endgültig rechtswirksam wurde das Gesetz zum 1. Januar 2021.

## Philosophische Standpunkte
Tierrechte werden für jene Tiere vorgeschlagen, die nach Ansicht der Vertreter der Tierrechte ein Bewusstsein besitzen. Grundlage hierfür sind häufig ethische Konzepte der Philosophie, die davon ausgehen, dass Tiere über eine Leidens- und Schmerzfähigkeit verfügen.
Eine pathozentrische Ethik (Wortstamm altgriechisch παθ- path-, deutsch ‚leid-‘) fordert auf dieser Grundlage, alle empfindungsfähigen Lebewesen moralisch zu berücksichtigen. Damit verwandt, aber noch darüber hinaus geht die Position, Tieren eine eigene Würde zuzusprechen, mithin ein Recht auf Selbstbestimmung (Autonomie). Freiheit oder Selbstbestimmung steht dabei teilweise als Wert im Zweifelsfall höher als Leidensvermeidung, bzw. Glücksförderung. Solchen Tieren, meist werden dazu alle Wirbeltiere gezählt, sollen demzufolge das Verfügungsrecht am eigenen Leib sowie die Möglichkeit begrenzter Selbstbestimmung gegeben werden. Die gängige Praxis, Tiere als Eigentum oder Handelsgut zu behandeln, wird abgelehnt.
Die Vergabe von Rechten an bestimmte Tiere bedeutet nicht die rechtliche Gleichstellung von Mensch und Tier. Tierrechte sollen nach Ansicht ihrer Befürworter einer Tierart nach Komplexität des Gehirns und entsprechend vermuteter Unterschiede der Bewusstseinsfähigkeit zugesprochen werden. Unabhängig vom Nutzen, den ein Tier dem Menschen bietet, argumentieren Tierrechtler, soll dem Tier die Bestimmung über das eigene Schicksal so weit wie möglich gewährt werden; das Eigentum an Tieren und deren Nutzung soll also hinter das Selbstbestimmungsrecht des Tieres zurücktreten. Tierrechtler betrachten den Gebrauch von Tieren zum Gewinn von Nahrung oder Kleidung, zur Unterhaltung oder zu Forschungszwecken für unvereinbar mit den vorgeschlagenen Tierrechten.
Ein Teil der modernen Tierrechtstheorie geht auf eine Gruppe von Dozenten der University of Oxford zurück, die in den 1970er Jahren anzuzweifeln begannen, ob der moralische Status von Tieren gegenüber dem von Menschen notwendigerweise minderwertig sein sollte. Unter ihnen befand sich auch der Psychologe Richard Ryder, der 1970 – analog zum Rassismus – den Begriff Speziesismus prägte. Ryder war Mitautor von Animals, Men and Morals: An Inquiry into the Maltreatment of Non-humans, das von Roslind und Stanley Godlovitch und John Harris herausgegeben und 1972 veröffentlicht wurde. Eine Rezension von Peter Singer für die The New York Review of Books legte wiederum die Grundlage für dessen 1975 erschienenes Buch Animal Liberation, welches als ein Klassiker der Tierrechtsbewegung gilt.
Als wichtige Werke zum Thema werden unter anderem The Case for Animal Rights von Tom Regan (erschienen 1983), Created from Animals: The Moral Implications of Darwinism von James Rachels (1990), Rattling the Cage: Toward Legal Rights for Animals von Steven M. Wise (2000) und Animal Rights and Moral Philosophy von Julian H. Franklin (2005) betrachtet. Neben diesen Büchern erschien auch eine Vielzahl wissenschaftlicher Aufsätze, zum Beispiel von Donald VanDeVeer und von Brent A. Singer u. a. (vgl. auch unten im Absatz zu Philosophie). In Deutschland setzen sich seit mehreren Jahren eine Reihe von Verbänden für die gesellschaftliche und rechtliche Anerkennung elementarer Tierrechte und deren Umsetzung ein.
Gemein ist den meisten Argumenten ein naturalistisches Moment, das aufgrund gewisser für einen Rechtsbegriff relevant genannter homologen, d. h. evolutionär kontinuierlichen, Eigenschaften eine Widerspiegelung im Moral- beziehungsweise Rechtsverständnis fordert. Oft konstituieren Tierrechtsargumente so auch gleichzeitig eine moralphilosophische Herleitung für Menschenrechte. Aufgrund der angeblich naturwissenschaftlichen Unschärfe des Artbegriffs auf der Subjektebene, könne allein aufgrund der Zugehörigkeit zu einer Art niemandem ein subjektives Recht zugeschrieben oder aberkannt werden. Dieser angebliche Fehlschluss wird als speziesistisch bezeichnet.
Bisweilen werden Tierrechte auch auf der Grundlage der Kritischen Theorie oder mit poststrukturalistischen Argumenten begründet.

### Utilitaristische Theorien

#### Peter Singer

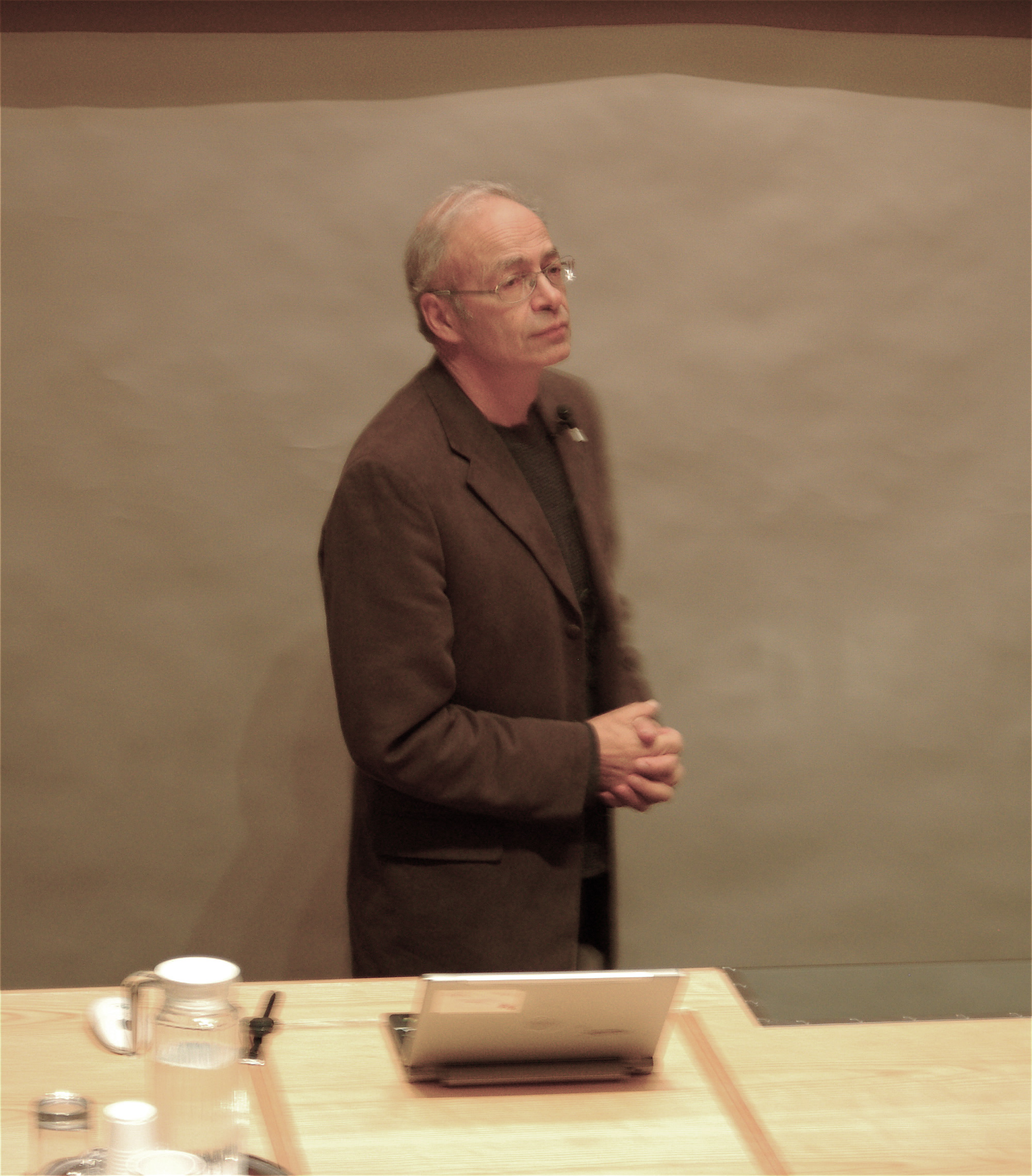
Peter Singer; sein Buch Animal Liberation wird von vielen als Keimzelle für die Entstehung der Tierrechtsbewegung betrachtet

Peter Singers Buch Animal Liberation. Die Befreiung der Tiere von 1975 wird als ein einflussreiches Werk in der Tierrechtsgeschichte angesehen, das wesentlich zur Begründung einer Tierrechtsbewegung beigetragen hat. Darin argumentiert Singer, es gebe keine moralische Rechtfertigung, das Leid eines Wesens, gleich welcher Natur es sei, nicht zu berücksichtigen. Die Verweigerung der Berücksichtigung von Interessen anderer Spezies bezeichnet er in Anlehnung an die Begriffe „Sexismus“ und „Rassismus“ als „Speziesismus“. Das Gleichheitsprinzip führt somit zur Einbeziehung der Präferenzen schmerzempfindlicher Tiere, insbesondere Säugetiere, Vögel und Fische, bei der utilitaristischen Abwägung.
Singer plädiert in seinem 1979 erschienenen Werk Praktische Ethik für eine Differenzierung zwischen bloß schmerzempfindlichen Wesen und solchen, die über ein Selbstbewusstsein und einen Sinn für die Zukunft verfügen (den Personen). Obwohl ihr Schmerz gleich zu gewichten ist, wiegt die Tötung einer „Person“ schwerer als die eines „bloß“ bewussten Lebewesens. Denn nur bei der Tötung einer „Person“ werden Präferenzen hinsichtlich der Zukunft durchkreuzt und die Autonomie des Wesens verletzt. Das Leben von „Personen“ besitzt daher einen besonderen Wert. Singer betont, dass es sowohl nichtmenschliche Wesen mit Personen-Eigenschaft gebe, als auch menschliche Wesen, die als bloß bewusst einzustufen seien.
Als Konsequenz seiner präferenzutilitaristischen Ethik fordert Singer die Abschaffung der industriellen Nutztierhaltung, bzw. eine vegetarische oder vegane Lebensweise. Tierversuche lehnt er zu großen Teilen, wenn auch nicht kategorisch, ab. Im Rahmen des Great Ape Project fordert Singer, Menschenaffen fundamentale Rechte zuzusprechen.
Obwohl Singer als Tierrechtler und wichtiger Vertreter der Tierrechtsbewegung gilt, misst er dem philosophischen Konzept des Rechts keine große Bedeutung in seiner Moralphilosophie ein. Vielmehr sollen seine Forderungen nach Tierrechten als Kürzel dienen, um auf „fundamentalere moralische Prinzipien“ zu verweisen.

### Deontologische Theorien

#### Individualrechte

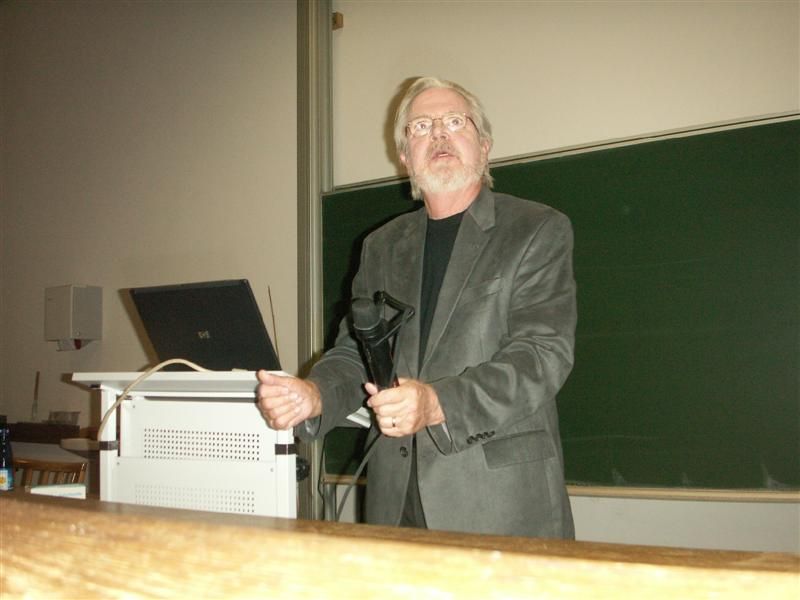
Tom Regan

Als eine weitere qualitative Neuerung auf dem Gebiet wird der Ansatz von Tom Regan (The Case for Animal Rights) eingeschätzt. In dessen Zentrum befinden sich Wesen, die sogenannte „Subjekte eines Lebens“ sind. Solche zeichnen sich durch Eigenschaften und Fähigkeiten wie Wahrnehmungen, Wünsche, Gedächtnis, Annahmen, Selbstbewusstsein, Zukunftsvorstellungen und Interessen aus. Subjekte eines Lebens sind normale erwachsene Menschen, normale Säugetiere, die ein Jahr alt oder älter sind, sowie jene Menschen, deren geistige Fähigkeiten diesen Tieren entsprechen.
Subjekte eines Lebens haben ein individuelles Wohlergehen, das sich nicht prinzipiell vom Wohlergehen des Menschen unterscheidet: Sie haben biologische, psychologische und soziale Interessen, die im Laufe ihres Lebens mehr oder weniger realisiert bzw. erfüllt werden können. Es kann ihnen im Leben besser oder schlechter ergehen.
Zentral für das Verständnis des Wohlergehens ist die Autonomie: Subjekte eines Lebens haben Präferenzen, die sie selbst verfolgen können und selbst verfolgen wollen. Außerdem haben Subjekte eines Lebens einen inhärenten Wert. Wesen mit inhärentem Wert dürfen nie so behandelt werden, als hinge ihr Wert von ihrer Nützlichkeit für andere ab. In Anlehnung an Immanuel Kant könne man sagen: Wesen mit inhärentem Wert dürfen nie als bloßes Mittel zur Maximierung der Interessen aller betrachtet werden.
Ein weiterer Begriff, der auf Regan zurückgeführt wird, ist, etwa in einem speziesismuskritischen Argument oder auch als Erwiderung auf eine vertragstheoretische Kritik, die Unterscheidung zwischen sogenannten „Moral Agents“ (moralisch Handelnden) und „Moral Patients“ (moralisch Behandelten). Es sei innerhalb einer menschlichen Moral selbstverständlich, dass Individuen, die weder Moral begreifen, gestalten oder im Umgang mit anderen berücksichtigen können, dennoch einen zumindest elementaren Schutz durch ihre Regeln erfahren. Es sei für eine Verneinung von Tierrechten nicht hinreichend, tierisches Unvermögen der Teilhabe am ethischen Dialog zu konstatieren. Stattdessen müssten moralisch relevante Unterschiede hervorgebracht werden.

#### Kantianischer Ansatz
Christine Korsgaard verfasste einflussreiche Beiträge zur Neuinterpretation der Philosophie Immanuel Kants. In ihrem Aufsatz „Interacting with Animals: A Kantian Account“ legt sie dar, weshalb ein neu interpretierter kantianischer Ansatz auch Tiere dem Reich der Zwecke zuordenbar macht und sie damit als Selbstzweck und genauso wie Menschen niemals als bloße Mittel angesehen werden dürften.
Der wesentliche Unterschied ihrer Neuinterpretation besteht hierbei zum einen in der Einführung des Begriffs des „natürlich Guten“ bzw. „natürlich Schlechten“. So geht sie davon aus, dass wir Wesen sind, aus deren Perspektive Dinge natürlich gut oder schlecht sein können – dies setzt sie als „natürliche Tatsache“ voraus. Unter dieser Voraussetzung wäre das autonome, vernünftige Selbst nicht mehr Adressat formulierter moralischer Gesetze. Stattdessen trete an dessen Stelle unser „tierliches Selbst“ (sic!), dem Wert verliehen wird.
Der zweite Unterschied besteht somit in der Trennung zwischen demjenigen, der kraft seiner Vernunft Werte verleiht sowie moralische Gesetze formuliert und demjenigen, für den die Werte und moralischen Rechte verliehen werden: die übliche kantianische Moralphilosophie geht von der Vernunft als Grundlage für einen freien Willen aus, welcher dann das vernünftige Wesen durch sein bewusstes Handeln und Wollen zu einem Zweck an sich qualifiziert. Korsgaard hingegen sieht die Vernunft und den freien Willen nur als notwendige Bedingung an, um Werte zu erkennen und um moralische Gesetze zum Schutz dieser Werte zu formulieren. Sie sieht aber den Gegenstand der Wertezuschreibungen als unser „tierliches Selbst“, aus dessen Wahrnehmung heraus wir etwas moralisch signifikantes mit den Tieren teilen und demzufolge sich genauso diese Tiere zum Reich der Zwecke qualifizieren.
Schließlich vertritt Korsgaard einen angepassten kategorischen Imperativ für Tiere: Wir dürften mit ihnen interagieren, solange wir das in einer Weise tun, von der wir meinen, es sei plausibel zu glauben, dass sie ihr zustimmen würden, wenn sie könnten. Eine Umsetzung dieses Prinzips hätte nach ihrer Auffassung die Abschaffung so gut wie aller gegenwärtiger Formen der Tiernutzung zur Folge.

#### Praktische Autonomie
Steven Wise (Rattling the Cage, Drawing the Line) vertritt eine Verleihung von Tierrechten nach dem von ihm so benannten Kriterium practical autonomy. Er sieht Tiere, die einen Sinn des „Ich“ besitzen, die intentionell handeln und Wünsche haben, als Kandidaten für bestimmte Grundrechte: Sie sollten nicht als Nahrung oder der medizinischen Forschung dienen dürfen. Auch im Hinblick auf die politische Durchsetzbarkeit schlägt er eine vorerst begrenzte Rechtsverleihung nur an wenige Tierarten (Primaten, Delfine, Elefanten, Graupapageien) vor. Eine praktische Umsetzung findet sich beim in Seattle ansässigen Great Ape Project, welches sich bei den Vereinten Nationen für eine Erklärung für Menschenaffen einsetzt, die Gorillas, Orang-Utans, Schimpansen und Bonobos einige Grundrechte gewähren soll. Dies bedeute neben dem Recht auf Leben den Schutz der individuellen Freiheit und des Folterverbots.

#### Bestehende Ungleichbehandlung

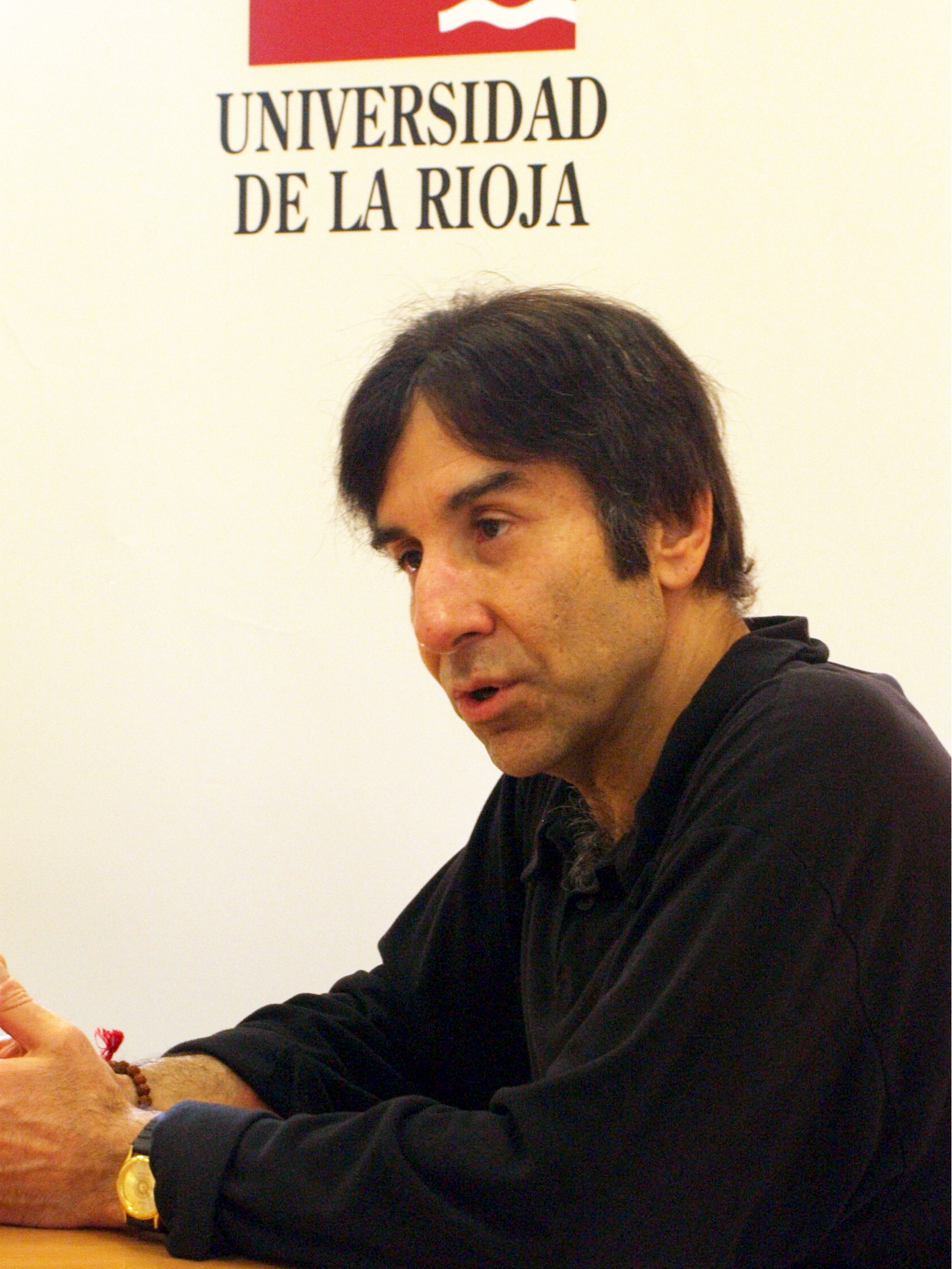
Francione (2010)

Gary Franciones Werk Introduction to Animal Rights basiert auf folgender Voraussetzung: Sofern Tiere als Eigentum betrachtet werden, werden alle Rechte, die als selbstverständlich betrachtet werden könnten, durch diesen Status direkt zunichtegemacht. Er weist darauf hin, dass ein Aufruf, die Interessen des Eigentums denen der eigenen als gleichwertig zu betrachten, absurd sei. Ohne das elementare Recht, nicht als Eigentum der Menschen behandelt zu werden, hätten Tiere überhaupt keine Rechte, so Francione. Er postuliert, dass die Empfindsamkeit die einzige berechtigte Grundlage für moralen Status sei. Dies steht im Gegensatz zu Regan, der qualitative Maße in den subjektiven Erfahrungen seines „Subjekt-des-Lebens“ sieht, die auf einer losen Bestimmung desjenigen basieren, der in diese Kategorie fällt. Francione behauptet, dass es in den USA tatsächlich keine Tierrechtsbewegung gäbe, sondern nur eine Tierschutzbewegung.
In Einklang mit seiner philosophischen Position und seiner Arbeit in Sachen Tierrechten für das Animal Rights Law Project der Rutgers University weist er darauf hin, dass jede Anstrengung, die nicht die Abschaffung des Eigentumsstatus der Tiere fokussiert, irregeleitet wird und daraus letztendlich unvermeidbar die Ausbeutung von Tieren resultiert. Er argumentiert, dass es logischerweise widersprüchlich und unmoralisch sei, wenn die festgelegten Ziele, die Bedingungen der Tiere zu verbessern, niemals erreicht würden.
In seinem Buch Animals, Property, and the Law behauptet er, dass der Haupthinderungsgrund zur Verleihung von Tierrechten der Status von Tieren als „Dinge“ sei. Der Tierschutz versuche zwar, die Bedingungen für Tiere, nicht aber ihren Status zu ändern. Er hält es für inkonsequent, Haustiere wie Hunde und Katzen wie Familienmitglieder zu behandeln, gleichzeitig aber Rinder, Schweine und Hühner für Nahrung zu schlachten.

### Kritik

#### Fehlende Rechtsfähigkeit
Kritiker von Tierrechten geben zu bedenken, dass Tiere nicht in die Vertragstheorie einbezogen werden können, da sie keine Rechtskonzepte verstünden. Dem wird entgegengehalten, dass das Verständnis von Rechtskonzepten keine Voraussetzung dafür sei, als Rechtsperson zu gelten. (Es gibt Menschen, die kein Verständnis von Rechtskonzepten haben, aber dennoch als Rechtspersonen gelten.)
Ohne ein Tier als Rechtsperson anzuerkennen, sei es aber möglich – und bereits auch juristische Praxis – Tieren Leidensfähigkeit, Schmerzempfinden und weitere Grundfähigkeiten und entsprechende Bedürfnisse zuzugestehen und deren Respektierung auch von Menschen einzufordern.

#### Kritik von Norbert Brieskorn
Der Rechtsphilosoph und Jesuit Norbert Brieskorn hat festgehalten, wer höher entwickelten Tieren subjektive Rechte zugestehen wolle, müsse darauf antworten,
1. ob Rechte Wesen zuerkannt werden sollten, die im Gegensatz zum Menschen nie von ihnen selbst Gebrauch machen könnten;
2. worin das Plus der Zuerkennung von Rechten an Tiere gegenüber jenen ethischen Verpflichtungen läge, welche den Menschen gegenüber den Tieren ohnehin schon durch ethische Reflexion auferlegt seien;
3. ob es sich um die Ausdehnung von Menschenrechten auf Tiere oder um spezifische Tierrechte handeln solle;
4. wie der jeweilige Vorrang zwischen Menschen- und Tierrechten zu ermitteln sei;
5. worauf die Legitimation jener beruhe, welche die Tierrechte im Namen der Tiere geltend machen.

#### Kritik von John Touhey und Terence P. Ma
John Touhey und Terence P. Ma kritisieren hauptsächlich anhand von Peter Singers Position, ein Fehler in der Tierrechtsphilosophie sei es, diese anhand von angeblich moralisch relevanten Charakteristika vorzuschlagen. Weder Singers „Leidenskriterium“ noch etwa Regans „Bewusstseinskriterium“ könnten zu einem Moralbegriff hinreichen. Diese Begriffe seien unzureichend, die „Natur eines Wesens zu erfassen“. Auch wenn es sich etwa beim Leidensbegriff bei Menschen und Tieren um dasselbe Charakteristikum handele, so gebe es doch phänomenologische Unterschiede, die sich aus der unterschiedlichen Natur der Wesen ergeben.
Sie greifen die empirische Grundlage von Singers Thesen an, indem sie anmerken, dass es nicht erwiesen sei, inwiefern ein Leidbegriff, im Gegensatz etwa zum Begriff der Schmerzen, bei Tieren Anwendung finden könnte. Zu dem Begriff des Leidens bedürfe es zwar einerseits der Schmerzen, andererseits sei aber auch das Verstehen eines kontextuellen Zusammenhangs, also einem Beimessen von Bedeutung oder Zweckmäßigkeit derselben notwendig.
Auf das Argument Singers, dass sich gewisse Praktiken an Tieren aus ethischen Gründen verbieten, weil sie auch bei, so die Autoren „grundlegend zurückgebliebenen“ Menschen oder Kindern, falsch wären, antworten sie mit der Unterscheidung zwischen Privation und Deprivation, einem Argument des patristischen Schriftstellers und Kirchenvaters Basilius von Caesarea folgend: Auch wenn einige Menschen die Fähigkeit zum intelligenten Handeln nicht haben, seien trotzdem alle Menschen ob ihrer Natur eben dazu veranlagt. Diese Natur würden einerseits auch solche Menschen teilen, die diese Fähigkeiten nicht hätten und könnten andererseits auch solche Tiere nicht aufweisen, die entsprechende Fähigkeiten hätten.

#### Kritik von Helmut F. Kaplan
Der Tierrechtsphilosoph Helmut F. Kaplan formuliert unter anderem folgende „wünschenswerten Strukturmerkmale von Tierrechtskonzepten“, anhand derer er bisherige Tierrechtskonzepte kritisiert: 
1. Philosophische Tierrechtskonzepte sollten durchgängig auf philosophischer Ebene formuliert werden, damit sie mit anderen philosophischen Tierrechtskonzepten verglichen werden können. Dieser Forderung werde nur unzureichend Rechnung getragen, wenn zentrale Begriffe einer Theorie nichtphilosophischer Natur seien. Das sei tendenziell beim Ansatz Gary L. Franciones der Fall, dessen Eigentumsbegriff eher auf der politischen Ebene angesiedelt sei.
2. Philosophische Tierrechtskonzepte sollten eine gewisse Konfliktlösungspotenz haben. Dies sei bei Theorien, die nur ein moralisch relevantes Merkmal bzw. Kriterium aufweisen, kaum der Fall, weil dann keine Vorrangregeln bzw. Ansätze zum Konfliktlösen zur Verfügung stünden. Als negatives Musterbeispiel nennt Kaplan Albert Schweitzers Forderung nach Ehrfurcht vor dem Leben. Auch dieses Defizit weise Franciones Ansatz auf: Er operiere mit nur einem moralisch relevanten Merkmal bzw. Kriterium: Eigentum bzw. Empfindungsfähigkeit. Eine eindeutige, stringentere Wiedergabe von Franciones Ansatz scheitert laut Kaplan an der Vagheit und Widersprüchlichkeit von dessen Ausführungen.
3. Philosophische Tierrechtskonzepte sollten nach Möglichkeit keine utilitaristischen Elemente enthalten. Utilitaristische Erwägungen führten nämlich leicht zu speziesistischen Konsequenzen. So sei es etwa durchaus möglich, dass die Summe des Vergnügens, das Tausende von Zuschauern eines Stierkampfes haben, größer sei als das Leiden eines einzigen Stieres. Bei Peter Singers Philosophie springen die Schwierigkeiten, die sein Utilitarismus mit sich bringt, laut Kaplan geradezu ins Auge: Der Utilitarismus verdunkle das zentrale und fruchtbare Gleichheitsprinzip und führe bei den Themen Tierversuche und Euthanasie zu ebenso problematischen wie umstrittenen Ergebnissen.
4. Philosophische Tierrechtskonzepte sollten ein gewisses Potential haben, Menschen von der Wichtigkeit und Notwendigkeit von Tierrechten zu überzeugen. Dies sei u. a. dann nicht der Fall, wenn sie zu kompliziert seien. Trotz aller Utilitarismus-bedingter Verwirrungen und Probleme in Singers Theorie sei Tom Regans Ansatz noch wesentlich komplizierter.
5. Philosophische Tierrechtskonzepte sollten nach Möglichkeit keine metaphysischen Elemente enthalten. Dies verringere nämlich ihr Akzeptanz- bzw. Überzeugungspotential. Regans zentraler Begriff des inhärenten Wertes sei tendenziell metaphysischer Natur.

Schließlich warnt Kaplan vor Tierrechtskonzepten auf kantianischer Basis, da diese a priori und prinzipiell problematisch seien: Erstens sei Kants Theorie ein Paradebeispiel für eine komplizierte Philosophie und zweitens argumentiere Kant ausdrücklich gegen Tierrechte: Gegenüber Tieren hätten wir lediglich indirekte Pflichten. Christine Korsgaards Ansatz bestätigt laut Kaplan diese grundsätzliche Hypothek: für philosophische Laien unverständlich und daher ungeeignet, „normale“ Menschen für die Sinnhaftigkeit von Tierrechten zu sensibilisieren. Tierrechte so zu begründen, komme, so Kaplan, in der allgemeinen Wahrnehmung dem Beweis gleich, dass Tierrechte nicht begründet werden könnten.

## Praxis

### Tierrechte und Tierschutz

#### Deutschland
Im eigentlichen Sinn kann sich der Begriff der „Tierrechte“ zunächst auf eine beliebige Menge von Rechten für Tiere beziehen. Als Begriff der Ethik wird darunter jedoch wenigstens die Forderung nach der Abschaffung jeglicher Benutzung von Tieren allein zu menschlichen Zwecken verstanden.
„Tierschutz“ meint dann in diesem Sinne die Forderung nach einem „humanen Umgang“ mit Tieren oder einer „Vermeidung von unnötigem und erheblichem Leid“ (als ein Terminus Technicus vieler Tierschutzrechte). Darunter kann nach Darstellung David Sztybels wiederum ein breites Spektrum an konkreteren Positionen eingenommen werden:
1. Die Zusicherungen von tiernutzenden Unternehmern, dass sie Tiere in ihren Betrieben „gut behandeln“.
2. Eine vage, allgemeine Verpflichtung von Einzelpersonen, „erhebliches Leid“ von Tieren zu vermeiden oder eventuell Tiere „gut zu behandeln“.
3. Der humanitäre Tierschutz (so benannt nach den verschiedenen Humane Societies), der sich auf konkrete ethische Werte beruft und daraus eine umfassendere Verantwortung für Tiere ableitet als in (2), jedoch die meisten Nutzungen von Tieren nicht konkret angreift. Ausgenommen davon sind teilweise die Jagd, sowie krasse Ausprägungen der Intensivtierhaltung oder Vivisektion).
4. Der tierbefreiende Tierschutz oder emanzipatorische Tierschutz, etwa nach Peter Singer der von einem Minimierungsgebot für Leid ausgeht und daraus weiterreichende Konsequenzen, in erster Linie Vegetarismus ableitet, jedoch keine absoluten Rechte für Tiere fordert und konkret beispielsweise einige Tierversuche nicht verurteilen würde. Einige, darunter Singer selbst, setzen diese Position (und die folgenden) bereits mit Tierrechten gleich, was andere wiederum zurückweisen würden.
5. New Welfarism (etwa „Neuer Tierschutz“) nach Gary L. Francione.
6. Eine Tierrechtsposition, die zwischen Tierrechten und Tierschutz nicht unterscheidet oder eine solche Unterscheidung ablehnt. Darunter ordnet sich etwa die Position Richard Ryders ein.

#### Schweiz
Der Jurist Antoine F. Goetschel bekleidete für drei Jahre das Amt des Rechtsanwalt für Tierschutz in Strafsachen im Schweizer Kanton Zürich; außerdem war er an der Verankerung von Tierrechten in der Schweizer Bundesverfassung beteiligt. Seit April 2003 steht es im Zivilgesetzbuch der Schweiz: Tiere sind keine Sachen.

#### Argentinien
Die argentinische Richterin Elena Liberatori verfügte am 21. Oktober 2015 in einem Verfahren um die Freilassung des Orang-Utan-Weibchens Sandra, dass das Tier „eine nicht-menschliche Person“ sei, und ordnete ihre Freilassung an. Da die Menschenäffin aufgrund ihrer genetischen Disposition nicht imstande ist, sich dem Leben in freier Wildbahn anzupassen, wählte die Richterin ein betreutes Freigehege in Florida als Aufenthaltsort nach der Freilassung. Das Urteil stellte weltweit die erste Gerichtsentscheidung dar, in der ein Zootier partiell den Menschen gleichgestellt wurde.

### Tierrechte und Kirche
Am Gründonnerstag des Jahres 2014 machte der Verein TierrechteAktiv e. V. Regensburg durch eine sogenannte Tierkreuzigungsaktion auf das Thema aufmerksam. Aktivisten der Gruppe hatten mit Tiermasken bekleidet eine Kreuzigungsszene dargestellt. Das Verwaltungsgericht Sigmaringen hatte eine in Ulm geplante Tierkreuzigungsaktion nicht beanstandet.

### Tierbefreiungsbewegung
In der politischen Willensbildung treten einige Anhänger des Veganismus mit konfrontativen Kampagnen auf. Ziel soll dabei sein, Kulturen, die Achtlosigkeit gegenüber Tieren beinhalten, durch sukzessive Verschiebung in der Gesetzgebung oder wirtschaftlich-gesellschaftlichen Praxis abzuschaffen. Als zentrale Organisationen gelten PETA (international), Stop Huntingdon Animal Cruelty (SHAC; England und Irland) und der österreichische Verein gegen Tierfabriken. Die Animal Liberation Front (international) wird teilweise dazu gezählt, jedoch kontrovers verortet.
Theoretisch schließen dabei alle Autoren Aktionen, die direkte Gefährdung von Menschen und Tieren beinhalten, aus. Dennoch kam es in der Vergangenheit zu Anschlägen auf Personen, und einem Mord, von denen sich die Verbände jedoch distanzierten.
Innerhalb dieses Spannungsfeldes gibt es viele Ansätze, die dem Veganismus Militanz und Radikalität unterstellen. Das FBI und das Department of Homeland Security sieht in der Tierrechtsbewegung eine Gefahr für die innere Sicherheit der Vereinigten Staaten, aufgrund von Eco-Terrorism. Einige Autoren gehen davon aus, dass die Gesetzgebung zur inneren Sicherheit in vielen westlichen Staaten motiviert war, die Handlungsmöglichkeiten des Veganismus einzuschränken.
Die Diskussion, inwiefern an die Gesellschaft pragmatische Zugeständnisse gemacht werden sollten, fasst man unter dem Begriff der Abolitionismusdebatte zusammen.
Einige argumentieren damit, dass Verbesserungen im Tierschutz und Vegetarismus nicht nur wesentlich leichter erreichbar wären als ein Verständnis für die Argumentation von Tierrechtlern, sondern dass das öffentliche Problembewusstsein gemeinsam mit Tierschutzbestimmungen wachse. Andere kritisieren hingegen, dass dadurch die Möglichkeit der Vermittlung eines als gerecht empfundenen Umgangs mit Tieren marginalisiert werde. Leid werde so eher von einer Ausprägung auf andere verlagert als abgeschafft. Das Paradigma der Fremdbestimmung tierischen Lebens durch menschliche Interessen bliebe unberührt beziehungsweise würde sogar bestärkt.
Die Position eines Teils der Tierrechtsbewegung, generell jede Art der Tiernutzung abzulehnen, ist auch innerhalb der Tierrechtsbewegung umstritten. Während Einigkeit besteht, Tierversuche und Tierquälerei sowie die Jagd zum Vergnügen (im Gegensatz zum Nahrungserwerb) abzuschaffen, wird die Zurschaustellung von (Wild-)Tieren (Zoo, Zirkus) unterschiedlich bewertet. Auch in der Frage der Haustierhaltung ist die Position nicht einheitlich: Während die Haltung erkenntnis- und leidensfähiger Tiere als Nahrung abgelehnt wird, sehen manche Tierrechtler keine Probleme in einer Nutzung von Tieren als Blindenhunde, Zug- und Reittiere oder zu therapeutischen Zwecken.